# Departement voor Politieke en Vredesopbouwaangelegenheden
Het Departement voor Politieke en Vredesopbouwaangelegenheden (Engels: Department of Political and Peacebuilding Affairs, afgekort DPPA) speelt een centrale rol in de inspanningen van de Verenigde Naties om dodelijke conflicten te voorkomen en duurzame vrede over de hele wereld op te bouwen.
DPPA monitort en beoordeelt wereldwijde politieke ontwikkelingen met het oog op het detecteren van potentiële crises en het bedenken van effectieve antwoorden. Het departement ondersteunt de secretaris-generaal en zijn gezanten bij hun vredesinitiatieven, evenals aan politieke VN-missies over de hele wereld. DPPA is ook een flexibel platform voor crisisrespons, dat in staat is om, met instemming van de betrokken landen, snel bemiddelaars en andere expertise op het gebied van vredesopbouw wereldwijd in te zetten en nauw samen te werken met regionale organisaties in de frontlinie van conflicten. DPPA biedt personeelsondersteuning aan de VN-Veiligheidsraad, adviseert het Speciaal VN-Comité voor Dekolonisatie over de 17 resterende niet-zelfbesturende gebieden op de VN-lijst via de dekolonisatie-eenheid van DPPA en verzorgt het secretariaat van het Comité voor de uitoefening van de onvervreemdbare rechten van het Palestijnse volk via zijn afdeling Palestijnse rechten. Het departement draagt ook rechtstreeks bij aan de inspanningen van de VN om vrede te bevorderen en conflicten te voorkomen door de verkiezingsondersteuningsactiviteiten van de VN te coördineren via de afdeling verkiezingsbijstand (in het Engels Electoral Assistance).
Het DPPA heeft zijn hoofdkantoor bij het secretariaat in New York.

## Historie
Het departement werd op 1 januari 2019 opgericht na de hervorming van de vredes- en veiligheidsinfrastructuur van de Verenigde Naties, die het voormalige Departement Politieke Aangelegenheden (Department of Political Affairs, afgekort DPA) en het Ondersteuningsbureau voor Vredesopbouw van de Verenigde Naties (Peacebuilding Support Office, afgekort PSO) samenbracht. DPA en het Ondersteuningsbureau Vredesopbouw voegden ook hun voorheen parallelle regionale divisies samen om een enkele structuur te creëren om meer coherente politieke analyse en strategisch advies te bieden in dienst van preventie, vredeshandhaving en vredesopbouw na conflicten.

## Organisatie
Het United Nations Department of Political and Peacebuilding Affairs (DPPA) is een afdeling van het secretariaat van de Verenigde Naties (VN) met verantwoordelijkheid voor het monitoren en beoordelen van wereldwijde politieke ontwikkelingen en het adviseren en assisteren van de secretaris-generaal van de VN en zijn gezanten bij het vreedzaam voorkomen en oplossen van conflicten over de hele wereld. De afdeling beheert veldgebaseerde politieke missies in Afrika, Centraal-Azië en het Midden-Oosten en heeft zijn professionele capaciteiten op het gebied van conflictbemiddeling en preventieve diplomatie vergroot. DPPA houdt ook toezicht op de verkiezingsondersteuning van de VN aan de lidstaten van de organisatie. Opgericht in 1992, omvatten de verantwoordelijkheden van het departement ook het verlenen van secretariaatsondersteuning aan de VN-Veiligheidsraad en twee permanente commissies die door de Algemene Vergadering zijn opgericht met betrekking tot de rechten van het Palestijnse volk en dekolonisatie. DPPA is gevestigd op het VN-hoofdkantoor in New York.

## Ondersteuningsbureau voor vredesopbouw
Het Vredesopbouw Ondersteuningskantoor (Peacebuilding Support Office, afgekort PBSO) bevordert internationale steun voor nationale en geleide vredesopbouwinspanningen. Het Bureau assisteert de Vredesopbouw Commissie (Peacebuilding Commission, afgekort PBC), beheert het Vredesopbouwfonds (Peacebuilding Fund, afgekort PBF) namens de secretaris-generaal en werkt aan het verbeteren van systeem brede samenhang en partnerschappen met VN- en niet-VN-actoren om de opbouw en handhaving van vrede in relevante landen te ondersteunen. PBSO is opgericht in 2005.

## Leiding

### Personeelsbezetting
- Rosemary DiCarlo – ondersecretaris-generaal voor politieke en vredesopbouw

- Oscar Fernandez-Taranco – adjunct-secretaris-generaal voor ondersteuning van vredesopbouw

- Bintou Keita – adjunct-secretaris-generaal voor Afrika, drc-leider

- Miroslav Jenča – adjunct-secretaris-generaal voor Europa, Centraal-Azië en Noord- en Zuid-Amerika

- Mohamed Khaled Khiari – adjunct-secretaris-generaal voor het Midden-Oosten, Azië en de Stille Oceaan

Op 28 maart 2018 kondigde VN-secretaris-generaal António Guterres de benoeming aan van Rosemary DiCarlo van de Verenigde Staten, voorzitter van het National Committee on American Foreign Policy en Senior Fellow bij het Jackson Institute for Global Affairs, Yale University, als ondersecretaris-generaal voor politieke zaken. DiCarlo volgde Jeffrey D. Feltman uit de Verenigde Staten op, die zijn opdracht op 31 maart 2018 beëindigde.

### De ondersecretaris-generaal
Ondersecretaris-generaal voor politieke en vredesopbouwzaken Rosemary DiCarlo staat aan het hoofd van DPPA. De ondersecretaris-generaal beheert het departement, adviseert de secretaris-generaal over zaken die van invloed zijn op de wereldwijde vrede en veiligheid, voert diplomatieke missies op hoog niveau uit en geeft leiding aan vredesgezanten en politieke missies in het veld.

### Voormalige ondersecretarissen-generaal
Deze tabel geeft een overzicht van de voormalige ondersecretarissen-generaal (USG's) die hebben gediend:
- onder het departement van Politieke en Veiligheidsraadaangelegenheden (1952-1992)
- onder het departement van Politieke Aangelegenheden (1992-2019)
- onder het departement van Politieke en Vredesopbouwaangelegenheden (2019-)

| Voormalige hoofden van DPPA en voorgaande organisaties | Voormalige hoofden van DPPA en voorgaande organisaties | Voormalige hoofden van DPPA en voorgaande organisaties | Voormalige hoofden van DPPA en voorgaande organisaties |
| Ondersecretaris-generaal | Land                                                   | Jaren actief                                           | benoemd door VN Secretaris-Generaal                    |
| --- | ------------------------------------------------------ | ------------------------------------------------------ | ------------------------------------------------------ |
| Konstantin Zintsjenko | Sovjet-Unie                                            | 1952                                                   | Trygve Lie                                             |
| Ilja S. Tsjernytsjov | Sovjet-Unie                                            | 1953 - 1954                                            | Dag Hammarskjöld                                       |
| Dragoslav Protić | Joegoslavië                                            | 1955 - 1957                                            | Dag Hammarskjöld                                       |
| Anatoli F. Dobrynin | Sovjet-Unie                                            | 1958 - 1959                                            | Dag Hammarskjöld                                       |
| Georgi Arkadev | Sovjet-Unie                                            | 1960 - 1961                                            | Dag Hammarskjöld                                       |
| Jevgeni Kiseljov | Sovjet-Unie                                            | 1962                                                   | U Thant                                                |
| Vladimir Soeslov | Sovjet-Unie                                            | 1963 - 1964                                            | U Thant                                                |
| Aleksej Nesterenko | Sovjet-Unie                                            | 1965 - 1967                                            | U Thant                                                |
| Leonid N. Koetakov | Sovjet-Unie                                            | 1968 - 1972                                            | U Thant                                                |
| Arkadi N. Sjevtsjenko | Sovjet-Unie                                            | 1973 - 1977                                            | Kurt Waldheim                                          |
| Michail D. Sytenko | Sovjet-Unie                                            | 1978 - 1980                                            | Kurt Waldheim                                          |
| Vjatsjeslav A. Oestinov | Sovjet-Unie                                            | 1981 - 1986                                            | Javier Pérez de Cuéllar                                |
| Vasili S. Safrontsjoek | Sovjet-Unie                                            | 1987 - 1991                                            | Javier Pérez de Cuéllar                                |
| 1 maart 1992: DPSCA (Department of Political and Security Council Affairs), OPGS (Office for Political and General Assembly Affairs and Secretariat Services) en SPQCDT (Office for Special Political Questions, Regional Cooperation, Decolonization and Trusteeship) worden samengevoegd tot DPA (Department of Political Affairs). |                                                        |                                                        |                                                        |
| Vladimir F. Petrovski | Rusland                                                | 1992 - 1993                                            | Boutros Boutros-Ghali                                  |
| James O.C. Jonah | Sierra Leone                                           | 1992 - 1994                                            | Boutros Boutros-Ghali                                  |
| Marrack Goulding | Verenigd Koninkrijk                                    | 1993 - 1997                                            | Boutros Boutros-Ghali                                  |
| Kieran Prendergast | Verenigd Koninkrijk                                    | 1997 - 2005                                            | Kofi Annan                                             |
| Ibrahim Gambari | Nigeria                                                | 2005 - 2007                                            | Kofi Annan                                             |
| B. Lynn Pascoe | Verenigde Staten                                       | 2007 - 2012                                            | Ban Ki-moon                                            |
| Jeffrey D. Feltman | Verenigde Staten                                       | 2012 - 2018                                            | Ban Ki-moon António Guterres                           |
| Rosemary A. DiCarlo | Verenigde Staten                                       | 2018 - 2019                                            | António Guterres                                       |
| 1 januari 2019 DPA en PSO bundelen hun besturen en regionale devisies. De nieuwe organisatie heet Departement voor Politieke en Vredesopbouwaangelegenheden (Department of Political and Peacebuilding Affairs, DPPA) |                                                        |                                                        |                                                        |
| Rosemary A. DiCarlo | Verenigde Staten                                       | 2019 - heden                                           | António Guterres                                       |

### Personeel wereldwijd
Naast zijn meer dan 500 personeelsleden op het VN-hoofdkwartier in New York, put DPPA uit het werk van politieke en vredesopbouwende missies onder zijn toezicht, die ongeveer 4.000 nationale en internationale medewerkers in Afrika, Azië, Europa, Latijns-Amerika en het Midden-Oosten in dienst hebben. Deze aanwezigheid in het veld verrijkt de politieke analyse van DPPA en biedt een vooruitlopend platform voor missies van goede diensten en andere preventieve initiatieven.
| Land                          | Titel | Naam                                          | Organisaties                                                                                                  | Datum van benoeming |
| Afghanistan                   | Speciale vertegenwoordiger van de secretaris-generaal voor Afghanistan en hoofd van UNAMA | Deborah Lyons                                 | Bijstandsmissie van de Verenigde Naties in Afghanistan (UNAMA)                                                | 24 maart 2020       |
| Afrikaanse Unie               | Speciale vertegenwoordiger van de secretaris-generaal bij de Afrikaanse Unie UNOAU | Parfait Onanga-Anyanga                        | Bureau van de Verenigde Naties bij de Afrikaanse Unie (UNOAU))                                                | 22 februari 2022    |
| Centraal-Afrika               | Speciale vertegenwoordiger van de secretaris-generaal voor Centraal-Afrika en hoofd van UNOCA | François Louncény Fall                        | Regionaal Bureau van de Verenigde Naties voor Centraal-Afrika (UNOCA)                                         | 14 februari 2017    |
| Centraal-Azië                 | Speciale vertegenwoordiger van de secretaris-generaal voor Centraal-Azië en hoofd van UNRCCA | Natalia Gherman                               | Regionaal Centrum voor Preventieve Diplomatie voor Centraal-Azië (UNRCCA) van de VN in Ashgabat, Turkmenistan | 13 september 2017   |
| Colombia                      | Speciale vertegenwoordiger van de secretaris-generaal voor Colombia en hoofd van de verificatiemissie van de Verenigde Naties in Colombia                                                          | Carlos Ruiz Massieu                           | VN-verificatiemissie in Colombia                                                                              | 10 december 2018    |
| Cyprus                        | Bijzonder adviseur van de secretaris-generaal voor Cyprus |                                               | Missie van goede diensten van de Verenigde Naties                                                             |                     |
| Discussies Genève             | VN-vertegenwoordiger bij de internationale besprekingen in Genève | Ayşe Cihan Sultanoğlu                         | Vertegenwoordiger van de Verenigde Naties bij de Internationale Besprekingen van Genève (UNRGID)              | 6 juli 2018         |
| Het gebied van de Grote Meren | Speciaal gezant van de secretaris-generaal voor het gebied van de Grote Meren | Huang Xia                                     | Kantoor van de speciale gezant van de Verenigde Naties voor het gebied van de Grote Meren                     | 17 januari 2019     |
| Haïti                         | Speciale vertegenwoordiger van de secretaris-generaal voor Haïti | Helen Meagher La Lime                         | Geïntegreerd Kantoor van de Verenigde Naties in Haïti (BINUH)                                                 | 14 oktober 2019     |
| Hoorn van Afrika              | Speciaal gezant van de secretaris-generaal voor de Hoorn van Afrika | Hanna Serwaa Tetteh                           | | 22 februari 2022    |
| Hudaydah                      | Voorzitter van het Coördinatiecomité voor de Herindeling (RCC) | Generaal-majoor (gepensioneerd) Michael Beary | Missie van de Verenigde Naties ter ondersteuning van de Hudaydah-overeenkomst (UNMHA))                        | 23 december 2021    |
| Irak                          | Speciale vertegenwoordiger van de secretaris-generaal voor Irak en hoofd van UNAMI | Jeanine Hennis-Plasschaert                    | Bijstandsmissie van de Verenigde Naties voor Irak (UNAMI)                                                     | 31 augustus 2018    |
| Libanon                       | Speciaal coördinator van de secretaris-generaal voor Libanon | Joanna Wronecka                               | Bureau van de speciale coördinator van de Verenigde Naties voor Libanon (UNSCOL)                              | 1 april 2021        |
| Libië                         | Speciaal gezant van de secretaris-generaal voor Libië en hoofd van UNSMIL |                                               | Steunmissie van de Verenigde Naties in Libië (UNSMIL))                                                        |                     |
| Libië                         | Bijzonder adviseur van de secretaris-generaal voor Libië | Stephanie Williams                            | | 6 december 2021     |
| Midden-Oosten                 | Speciale coördinator voor het vredesproces in het Midden-Oosten en persoonlijk vertegenwoordiger van de secretaris-generaal bij de Palestijnse Bevrijdingsorganisatie en de Palestijnse Autoriteit | Tor Wennesland                                | Bureau van de speciale VN-coördinator voor het vredesproces in het Midden-Oosten                              | 21 december 2020    |
| Mozambique                    | Persoonlijk gezant van de secretaris-generaal voor Mozambique | Mirko Manzoni                                 | | 8 juli 2019         |
| Myanmar                       | Speciaal gezant van de secretaris-generaal voor Myanmar | Noeleen Heyzer                                | | 25 oktober 2021     |
| Somalië                       | Speciale vertegenwoordiger van de secretaris-generaal voor Somalië en hoofd van de missie, UNSOM                                                                                                   | James Swan                                    | Bijstandsmissie van de Verenigde Naties in Somalië (UNSOM)                                                    | 30 mei 2019         |
| Soedan                        | Speciale vertegenwoordiger van de secretaris-generaal voor Soedan | Volker Perthes                                | Geïntegreerde missie van de Verenigde Naties voor bijstand bij de overgang (UNITAMS))                         | 7 januari 2021      |
| Syrië                         | Speciaal gezant van de secretaris-generaal voor Syrië | Geir O. Pedersen                              | | 31 oktober 2018     |
| West-Afrika en de Sahel       | Speciale vertegenwoordiger van de secretaris-generaal voor West-Afrika en hoofd van UNOWAS | Annadif Khatir Mahamat Saleh                  | Bureau van de Verenigde Naties voor West-Afrika en de Sahel (UNOWAS))                                         | 26 maart 2021       |
| Westelijke Sahara             | Persoonlijk gezant van de secretaris-generaal voor de Westelijke Sahara | Staffan de Mistura                            | | 6 oktober 2021      |
| Jemen                         | Speciaal gezant van de secretaris-generaal voor Jemen | Hans Grundberg                                | Bureau van de speciale gezant van de Verenigde Naties voor Jemen (OSESGY)                                     | 6 augustus 2021     |